# Bagrichthys majusculus
Bagrichthys majusculus är en fiskart som beskrevs av Ng 2002. Bagrichthys majusculus ingår i släktet Bagrichthys och familjen Bagridae. IUCN kategoriserar arten globalt som otillräckligt studerad. Inga underarter finns listade.